# Zelený konzervatismus
Zelený konzervatismus představuje směr konzervatismu, která klade ve zvýšené míře důraz na ochranu životního prostředí a přijal také některé prvky zelené politiky. Nejrozšířenější je zelený konzervatismus v oblastech se silnou tradicí konzervativního myšlení, tj. především v anglosaských zemích. Zelený konzervatismus na pravici můžeme považovat za protipól většiny zelených stran, které zaujímají v ostatních politických a společenských otázkách vesměs levicové a liberální postoje. 
Protože je konzervativní myšlení obecně antropocentrické,  argumentují konzervativci tím, že chrání životní prostředí pro člověka. V tom se zásadně liší od  environmentalistů, kteří  chtějí chránit životní prostředí pro životní prostředí.

## Představitelé zeleného konzervatismu
Jako příklad představitele "zeleného konzervatismu" bývá uváděn  David Cameron a Konzervativní strana ve Velké Británii. Z konzervativních politických stran, které mají životní prostředí jako svoji hlavní prioritu obsaženou i ve svém názvu, německá Ekologická demokratická strana. V České republice tuto pozici v posledních letech zastává KDU-ČSL.  
Lidé, které můžeme označit za zelené konzervativce, nalezneme i v řadách amerických republikánů. Nejvýznamnějším z nich je patrně bývalý mluvčí Sněmovny reprezentantů Newt Gingrich, který se zelené problematice věnuje velkou část svého života a definoval následující zásady zeleného konzervatismu:
1. Zelený konzervatismus je pro čistý vzduch a čistou vodu.
2. Zelený konzervatismus si cení biodiverzity.
3. Zelený konzervatismus považuje snižování vypouštění uhlíku do atmosféry za pozitivní.
4. Zelený konzervatismus je "pro vědecký," "pro technologický" a pro inovace.
5. Zelený konzervatismus věří, že zelená prosperita a zelený rozvoj jsou nezbytné pro úspěšnou budoucnost lidské rasy.
6. Zelený konzervatismus věří, že ekonomický rozvoj a zdravé životní prostředí jsou navzájem slučitelné v rozvinutých i rozvíjejících se zemích.
7. Zelený konzervatismus věří, že můžeme rychleji dosáhnout pozitivních výsledků pomocí změny sazby daní a změnou chování trhu než soudními spory a regulacemi.

Pro americký zelený konzervatismus je tedy typická snaha propojit důraz na zdravé životní prostředí s přesvědčením, že nejlepším prostředkem pro dosažení cíle je ekonomika s co nejmenší mírou státních zásahů. 